# Petrinja (Kostajnica)
Petrinja (serbisch-kyrillisch Петриња) ist ein Dorf in der Gemeinde Kostajnica, Republika Srpska, Bosnien und Herzegowina.

## Geographie
Das Gebiet der Siedlung Petrinja sowie das Gebiet der Stadt Kostajnica erstrecken sich in zwei geografisch-pedologische Zonen: die Schwemmlandebene und das hügelige Gebiet. Das Gebiet der Schwemmlandebene entlang des Flusses Una bildet die sogenannte Petrinja-Ebene (im Serbischen Petrinjsko Polje), die den Boden höchster Qualität dieser Siedlung darstellt. Auf dem Petrinja-Feld werden landwirtschaftliche Sorten wie Mais und Weizen angebaut.

## Siedlungsaufbau
Diese Siedlung ist eine ländliche Siedlung, das bedeutet, dass die meisten Einwohner in irgendeiner Form landwirtschaftliche Produktion betreiben. Aufgrund der beiden Landtypen und der geografischen Elemente des Gebiets ist die gemischte Landwirtschaft vertreten, und zwar durch die Tierhaltung und den Pflanzenbau. Der Siedlungstyp ist eine kompakte Siedlung oder eine Siedlung mit städtischen Elementen. Die Richtung der Siedlung ist ungefähr Ost-West und folgt der Richtung der Hauptstraße Novi Grad – Kostajnica – Kozarska Dubica und der parallelen lokalen Straße, die durch die Siedlung Petrinja führt. Die Entfernung nach Kostajnica beträgt 6,5 km. Eine typische Wohnform in der Siedlung ist ein Haus mit Hof. Man kann auch kleine Häuser aus Steinen, Ziegeln oder Holz dort sehen.

## Geschichte
In der Gemeinde Kostajnica gibt es mehrere archäologische Stätten, von denen sich die Überreste der mittelalterlichen Festung "Drenovac" in Petrinja in der Siedlung Petrinja befinden. Dies bedeutet, dass die Siedlung Petrinja seit dem Mittelalter autonom existiert. Die Lokalität selbst ist nicht eindeutig gekennzeichnet, und es wurden keine wesentlichen Anstrengungen unternommen, um diesen Bereich zu schützen.

## Bildung
Auf dem Gebiet von Petrinja befindet sich ein Grundschulgebäude, das innerhalb der zentralen Grundschule "Petar Mećava" in Kostajnica betrieben wird. Die Schule bildet Schüler der unteren Gruppe der Grundschulklassen aus. Die Anzahl der Schüler reicht von 10 bis 20 und der Unterricht findet in den sogenannten kombinierten Klassen statt.

## Kultur
Neben dem Grundschulgebäude im Dorf Petrinja befindet sich ein Gemeindezentrum, das als Haupttreffpunkt für Einheimische sowie für die anderen Bürger der Gemeinde Kostajnica und darüber hinaus dient.